# Lavant (rivier)

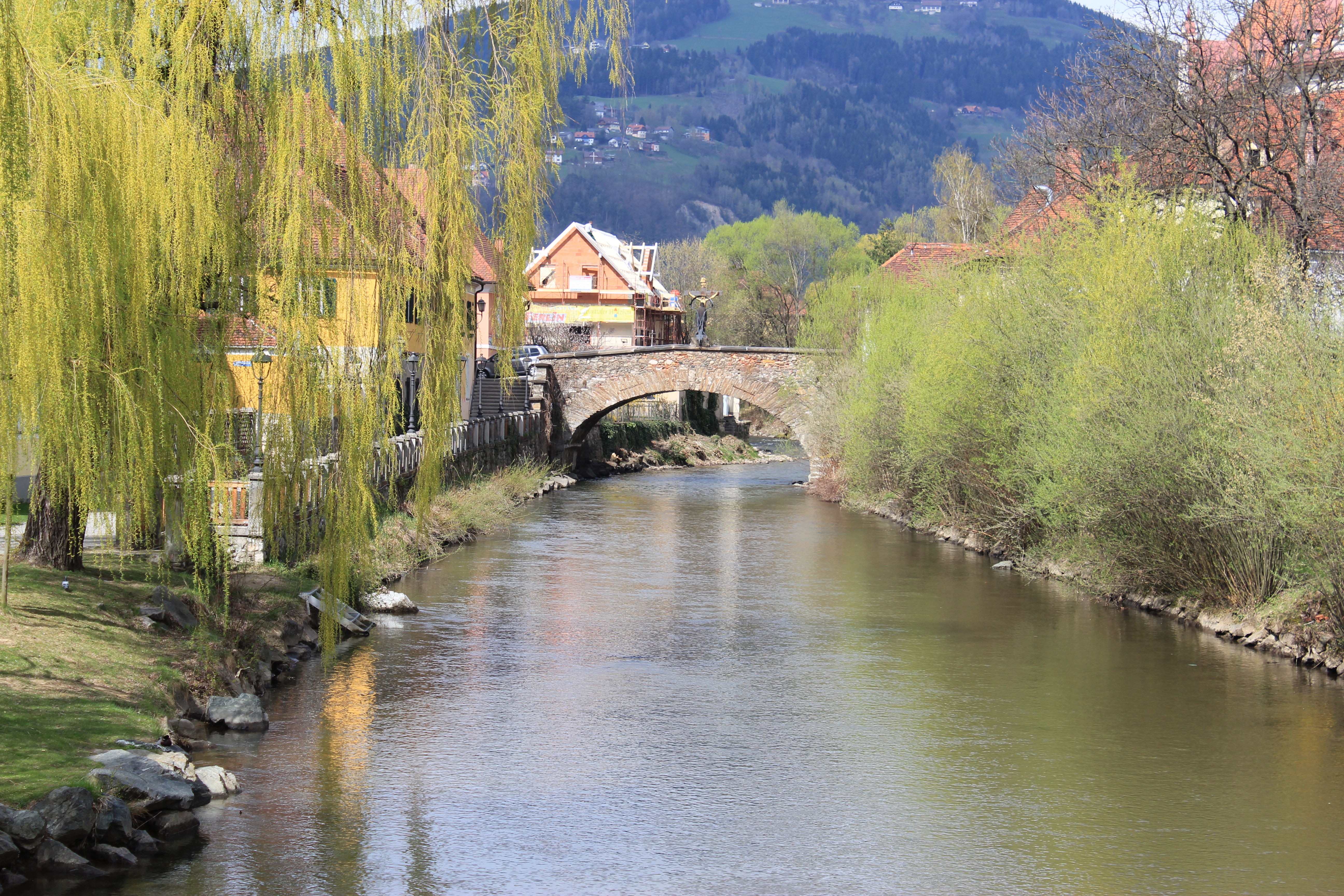
De Lavant in Wolfsberg

De Lavant (Sloveens: Labotnica) is een zijrivier van de Drau in de Oostenrijkse deelstaten Karinthië en Stiermarken.

## Verloop
De Lavant ontspringt in Stiermarken vanuit de Lavantsee aan de oostkant van de Zirbitzkogel. Ze vloeit eerst een paar kilometers zuidoostelijk tot dicht bij de Obdacher Sattel, waar ze bij het plaatsje Reichenfels Karinthië binnenvloeit en zich naar zuiden wendt. Dan vloeit ze langs de steden Bad Sankt Leonhard im Lavanttal, Wolfsberg en St. Andrä im Lavanttal naar Lavamünd, waar ze de Drau instroomt.

## Exploitatie
Langs het rivier zijn acht waterkrachtcentrales. Een papierfabriek in Frantschach voerde haar afvalwater tot halverwege de jaren tachtig ongezuiverd af in de Lavant, waardoor het rivier destijds hevig verontreinigd was.

## Lavanttal
Het dal van de Lavant deelt de Lavanttaler Alpen in een westelijk deel (Saualm en Seetaler Alpen) en een oostelijk deel (Poßruck, Koralm, Packalm en Gleinalm). Ontsloten wordt het dal door de Süd Autobahn (A2), de Packer Straße (B70), de Obdacher Straße (B78), de Klippitztörl Straße (L91) en de Lavanttalbahn.
Het dal wordt gewoonlijk in drie secties verdeeld:
- Het Stierse Lavanttal, dat het karakter van een dwarsdal heeft
- in Karinthië het Obere Lavanttal (bovenloop) vanaf der Obdacher Sattel tot Frantschach
- het Untere Lavanttal (benedenloop) vanaf Frantschach/Wolfsberg tot de monding.[5]

Het Obere Lavanttal heeft een alpien karakter met weinig bevolking. Het is wel belangrijk voor het verkeer, omdat het deel van een noord-zuid-verbinding is en via Packsattel en Klippitztörl ook in oost-west-richting gepasseerd kan worden. In het verleden speelden ook goud-, zilver- en ijzerwinning een rol.
Het Untere Lavanttal opent zich in het Jauntal en wordt bij het Klagenfurter Becken geteld, een soort Alpenvorland binnen de Alpen. Het heeft een relatief warm klimaat, waardoor het binnen Karinthië het centrum van het fruitteelt is.
De Lavanttalse dialect is uniek in Karinthië. Het behoort tot het Unterkärntnerisch en vormt de overgang met het Weststiers. Het uiterste Zuiden van het dal behoort bij het verbreidingsgebied van de Sloveense minderheid in Karinthië.
Het Lavanttal was het centrum van het voormalige bisdom Lavant, dat in St. Andrä gevestigd was en overgegaan is in het Aartsbisdom Maribor.
De Lavanttal-Arena in Wolfsberg dankt haar naam aan het dal.

## Afbeeldingen

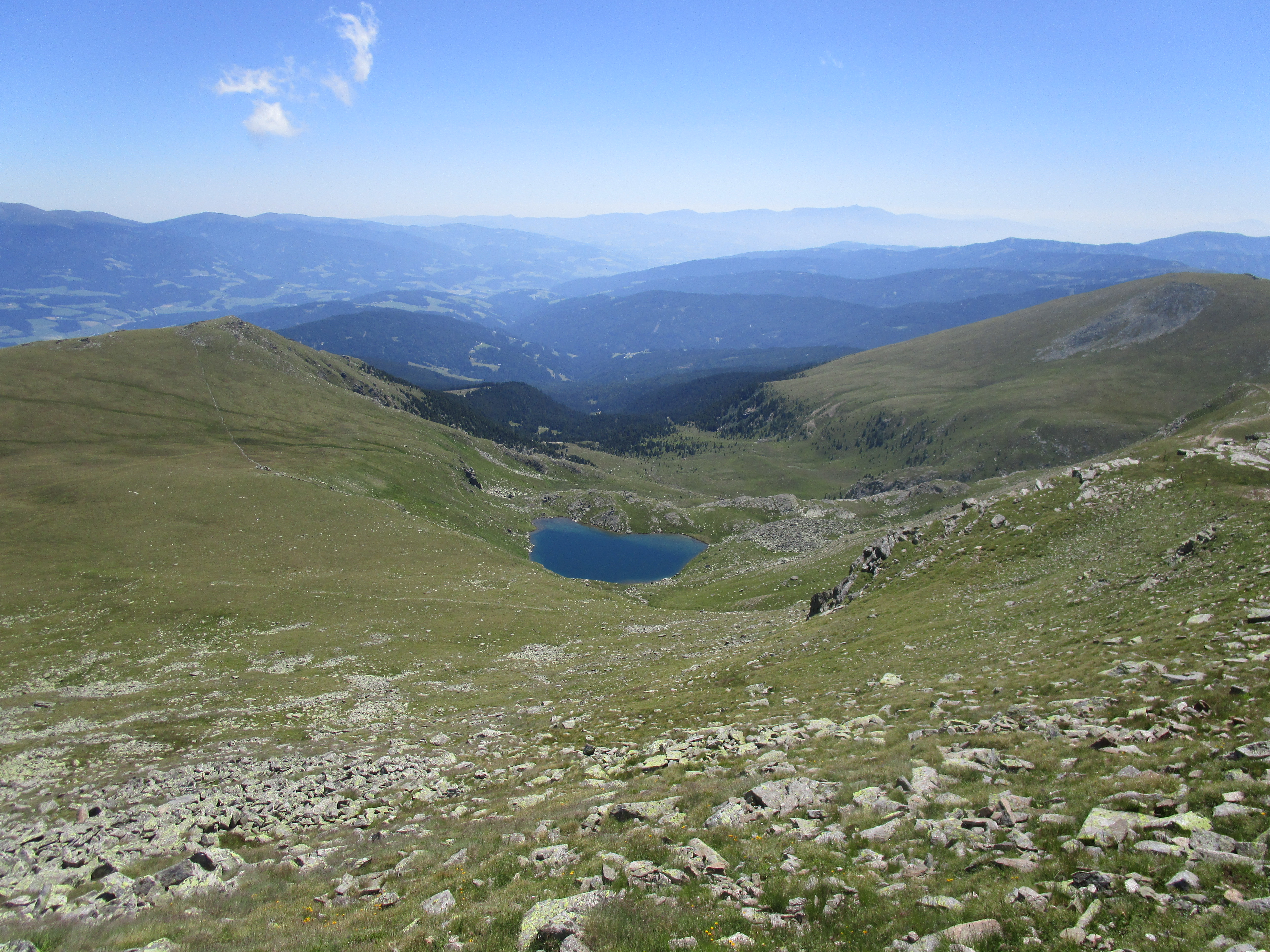
Lavantsee
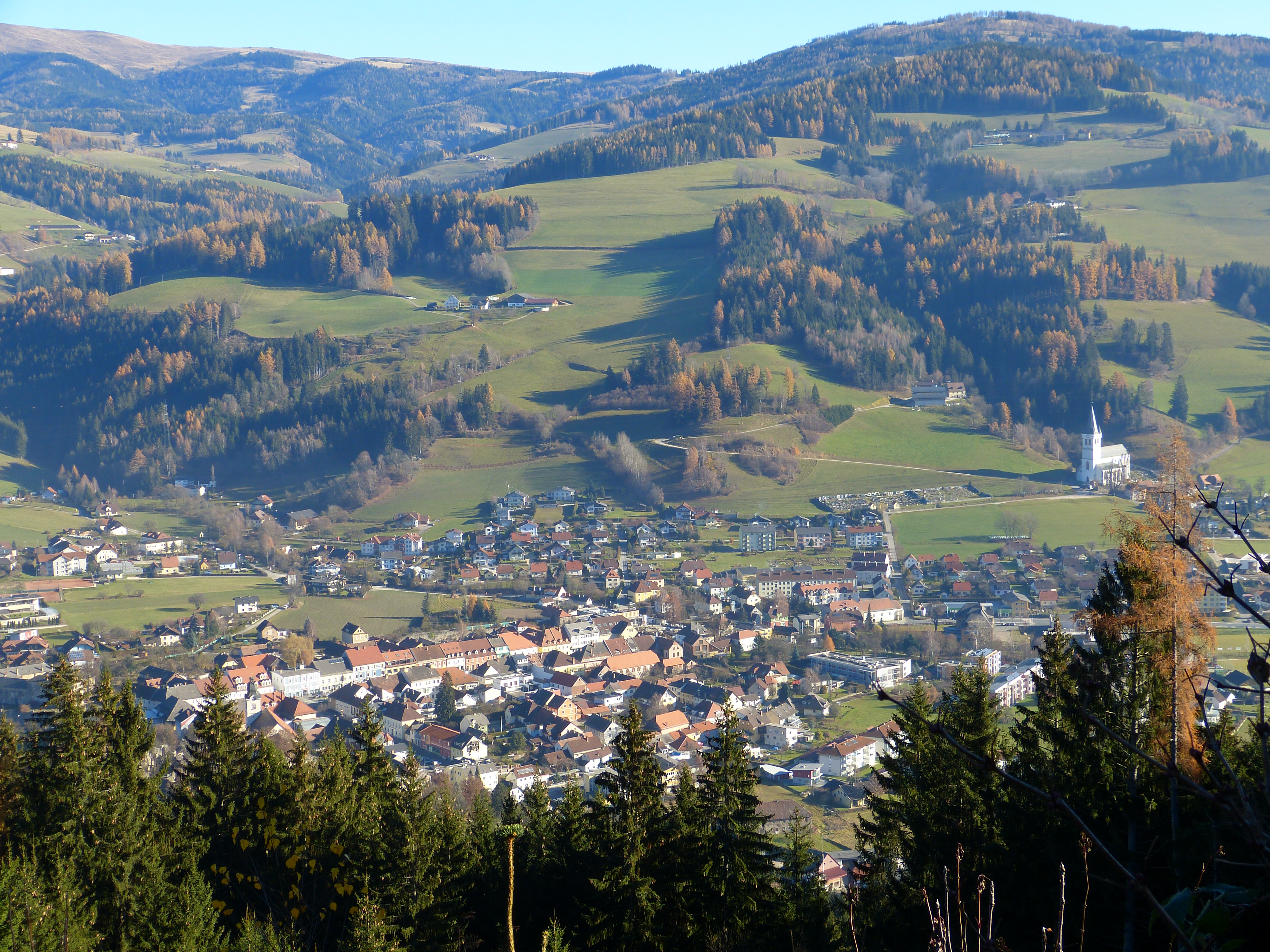
Bad Sankt Leonhard
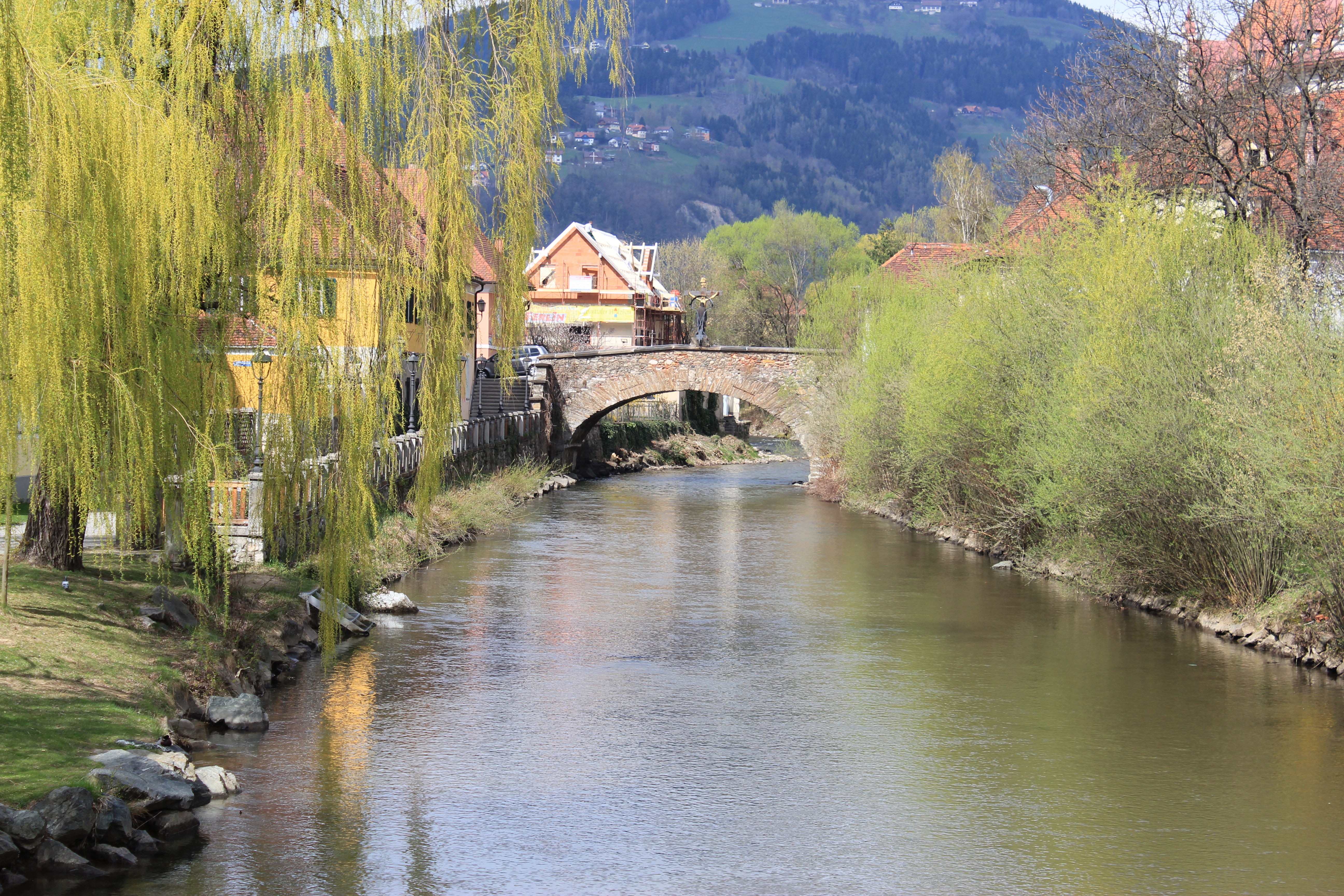
De Lavant in Wolfsberg
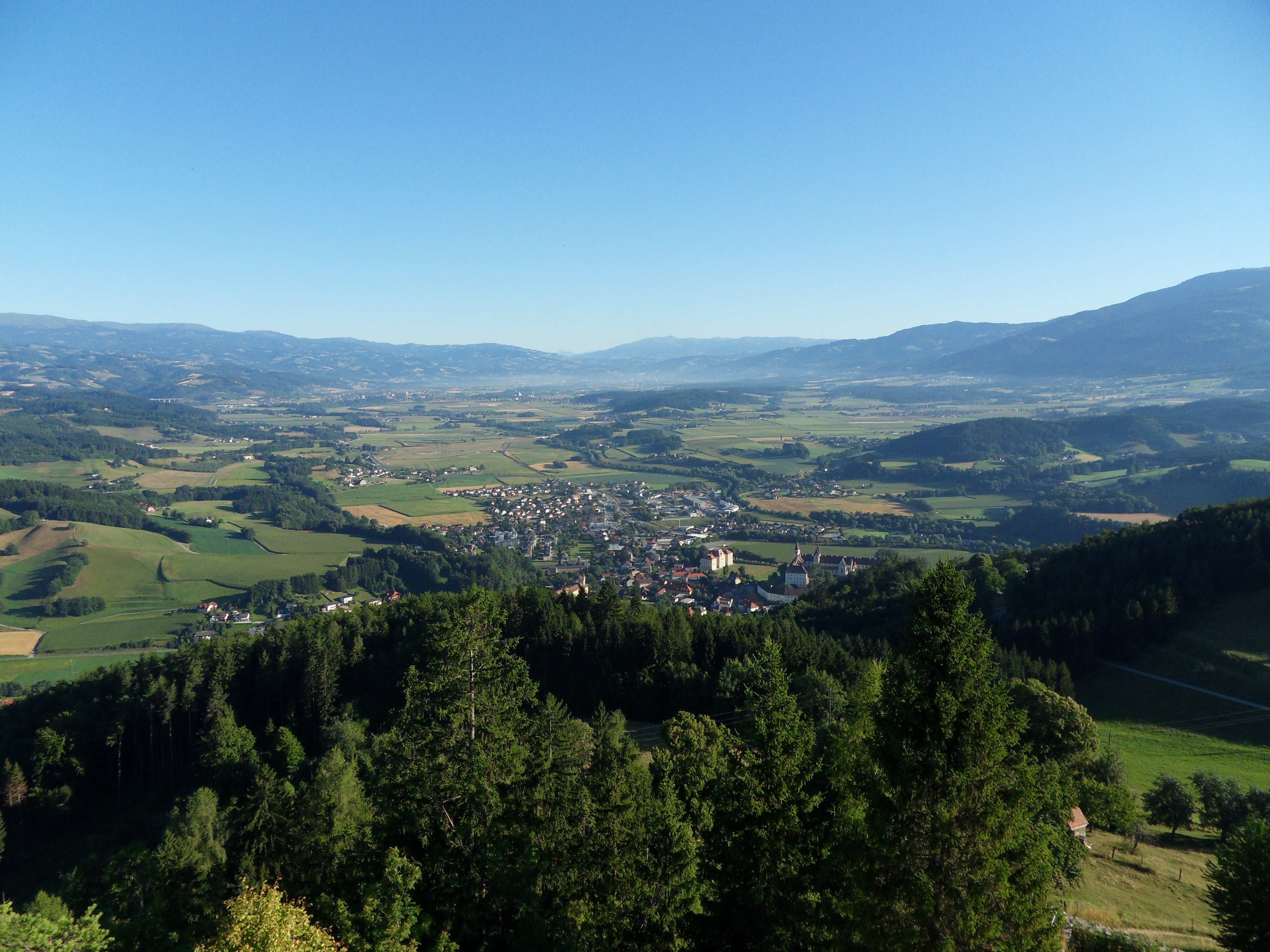
Unteres Lavanttal bij St. Paul
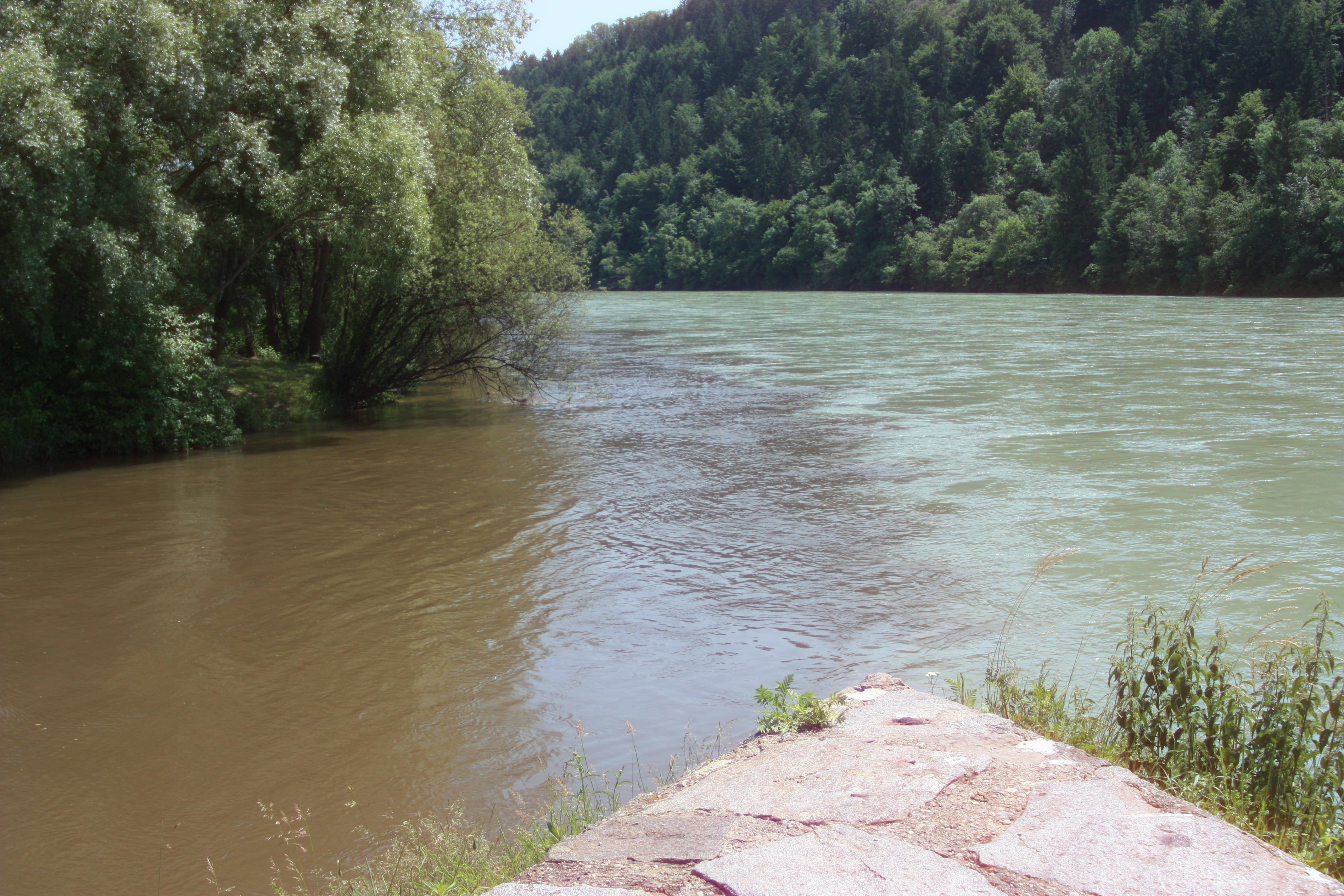
Monding in de Drau

- Gemeinsame Normdatei: 4399365-5
- Virtual International Authority File: 51145424506086830740